# تيغياس

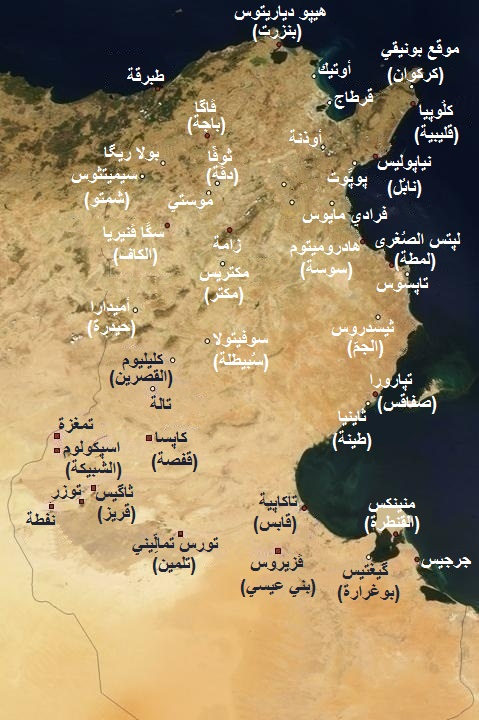
خريطة توضح تيغياس

تيغياس كانت بلدة رومانية - بربرية في مقاطعة أفريكا في بيزاسينا. تقع أطلالها الحجرية في واحة قُبّة المتواجدة في قرية كريز المحاسن بولاية توزر، تونس.
كانت المدينة أيضًا مقرًا لأبرشية قديمة، والتي لا تزال رؤية فخرية للكنيسة الكاثوليكية الرومانية. الأسقف الحالي هو روبرت فرنسيس هينيسي من بوسطن الذي حل محل جان كلود هيرتزوغ في عام 2006.